# Café 't Mandje

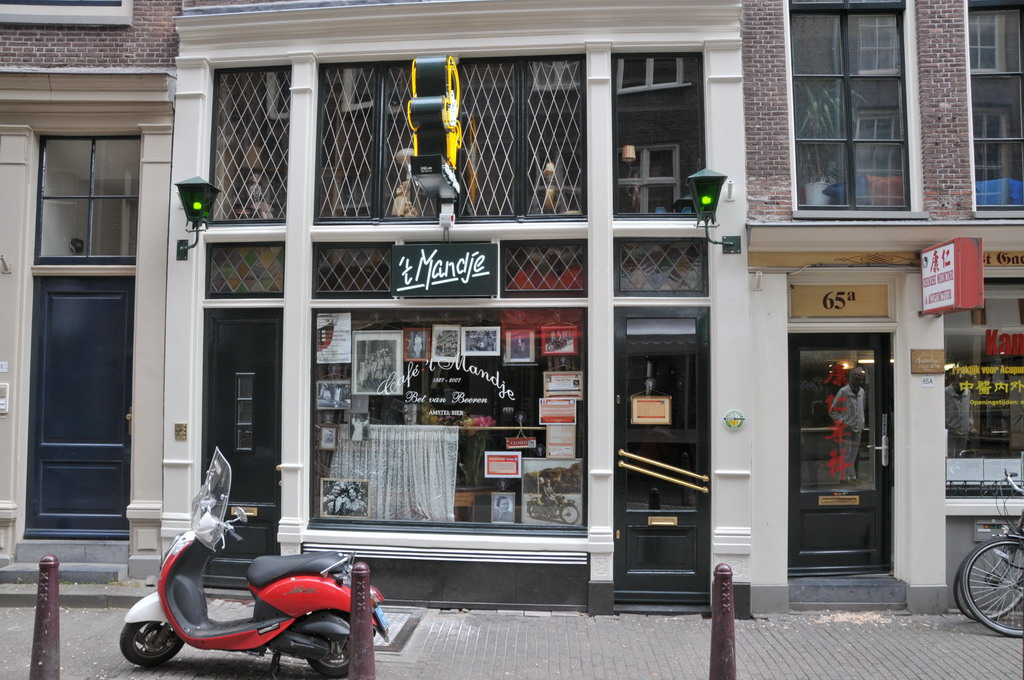
Café 't Mandje aan de Zeedijk 63 in Amsterdam

Café 't Mandje aan de Amsterdamse Zeedijk 63 was een van de eerste cafés waar homo's en lesbiennes hun ware aard niet hoefden te verbergen. Het bestond van 1927 tot 1983 en werd in 2008 heropend.
Anders dan vaak wordt gedacht is 't Mandje niet het eerste homocafé van Amsterdam: al in het eerste kwart van de 20e eeuw waren er ongeveer vijf zaken die als specifieke homobar golden, met als bekendste The Empire aan de Nes.

## Onder Bet en Greet van Beeren

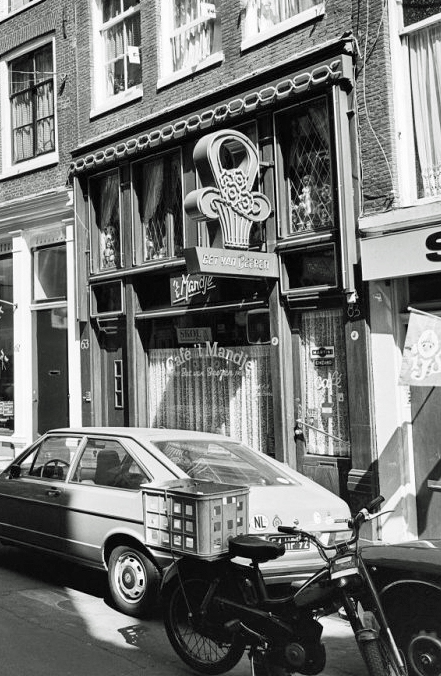
Café 't Mandje in 1976

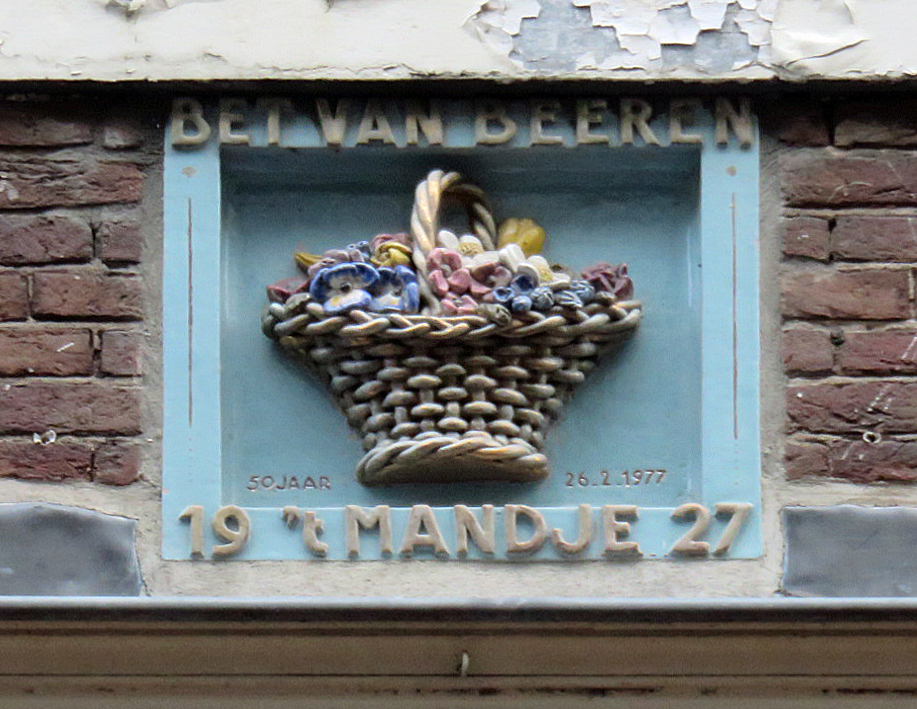
Gevelsteen ter gelegenheid van het 50-jarig bestaan van 't Mandje in 1977

In 1927 nam Bet van Beeren op 25-jarige leeftijd het café Amstelstroom aan de Zeedijk over van haar oom. Zelf noemde ze het café "In ’t Mandje", omdat haar moeder elke dag eten kwam brengen in een mandje. Bet van Beeren was destijds een opvallende verschijning in het Amsterdamse uitgaansleven. In een leren jas scheurde ze op de motor door de stad, soms met een nieuwe verovering achterop. Betje wist al op jonge leeftijd dat ze op vrouwen viel.
't Mandje was een pleisterplaats voor hoeren, pooiers, zeelui, artiesten en provincialen. Ook majoor Bosshardt van het Leger des Heils kwam er regelmatig. Aanvankelijk stond Bet van Beeren zoenen in het café niet toe en mochten homoseksuele mannen en vrouwen alleen in man-vrouwkoppels dansen. Vóór de Tweede Wereldoorlog was er alleen op Oranjefeestdagen geen vergunning nodig om te dansen en mochten in 't Mandje alleen op die dagen mannen met mannen en vrouwen met vrouwen dansen. Naast Koninginnedag mocht dit ook bij de verloving (1936) en het huwelijk (1937) van Juliana en Bernhard, de geboorte van Beatrix (1938) en Irene (1939) en het 40-jarig jubileum (1938) van koningin Wilhelmina.
Hoewel op zulke dagen overal zonder vergunning gedanst mocht worden is de bar van Bet van Beeren er beroemd om geworden. Door haar café, dat vooral na de Tweede Wereldoorlog een grote reputatie kreeg, werd Bet een icoon binnen de Amsterdamse gayscene en werd ze ook wel de "Koningin van de Zeedijk" genoemd. Tijdens de Duitse bezetting zijn er geen invallen van de politie of de Duitsers bekend en 't Mandje gold dan ook als een van de weinige plekken waar homoseksuele mannen en lesbische vrouwen zich in die tijd nog veilig voelden.
Bet van Beeren overleed op 16 juli 1967 op 65-jarige leeftijd en ze werd opgebaard op het biljart in het café. Daarna heeft haar zuster Greet de zaak nog voortgezet tot ze in 1983 de deuren moest sluiten wegens de overlast van de heroïnehandel, die destijds het leven op de Zeedijk ontwrichtte. Het interieur bleef vervolgens gedurende 25 jaar onaangeroerd. Alleen tijdens de Gay Games in 1998 was het café één week lang weer even open.

## Conservering en heropeningen
Begin jaren negentig werd vergeefs een poging ondernomen om een homomuseum in het pand te vestigen en het interieur op de monumentenlijst te krijgen. Sinds 1999 maakt een replica van het café, inclusief enkele originele onderdelen, onderdeel uit van de vaste presentatie in het Amsterdam Museum. Daar bevindt zich ook het originele meubilair, terwijl het 'papieren interieur' (o.a. alle foto's aan de wanden) is ondergebracht bij het Amsterdamse stadsarchief.
Op Koninginnenacht, 29 april 2008, heeft het legendarische café zijn deuren weer geopend, met een vrijwel exacte replica van het originele interieur, inclusief de afgeknipte stropdassen aan het plafond. Het wordt tegenwoordig gerund door familieleden van Bet en Greet van Beeren.
Café 't Mandje werd in 2008 als venster 36 opgenomen in de historische Canon van Amsterdam. De boven het café gelegen vroegere woonkamer van Bet van Beeren is in 2012 in originele staat hersteld en is als stijlkamer bij gelegenheid te bezichtigen.
Tijdens de coronapandemie van 2020 was 't Mandje sinds de eerste verplichte horecasluiting in maart gesloten omdat de zaak te klein was om bezoekers de vereiste 1,5 meter afstand in acht te laten nemen. Omdat het café door gemiste kansen financieel niet overeind gehouden kon worden, verkochten de  investeerders het in december 2020 aan de maatschappelijke vastgoedbeheerder NV Zeedijk, waarmee het voortbestaan als lhbt-uitgaansgelegenheid gewaarborgd bleef.
De NV Zeedijk schreef vervolgens een pitch uit om een nieuwe uitbater voor het café te vinden. Hier kwamen Miranda Filk en Laura Bovenkamp als winnaars uit de bus, die tot de zomer van 2023 de tijd kregen om 't Mandje weer op de kaart te zetten. Filk en Molenkamp hadden 't Mandje eigenlijk al in 2020 samen met barman en hiv-activist Orlando Lansdorf willen overnemen, maar hij overleed voortijdig op 6 maart 2021.

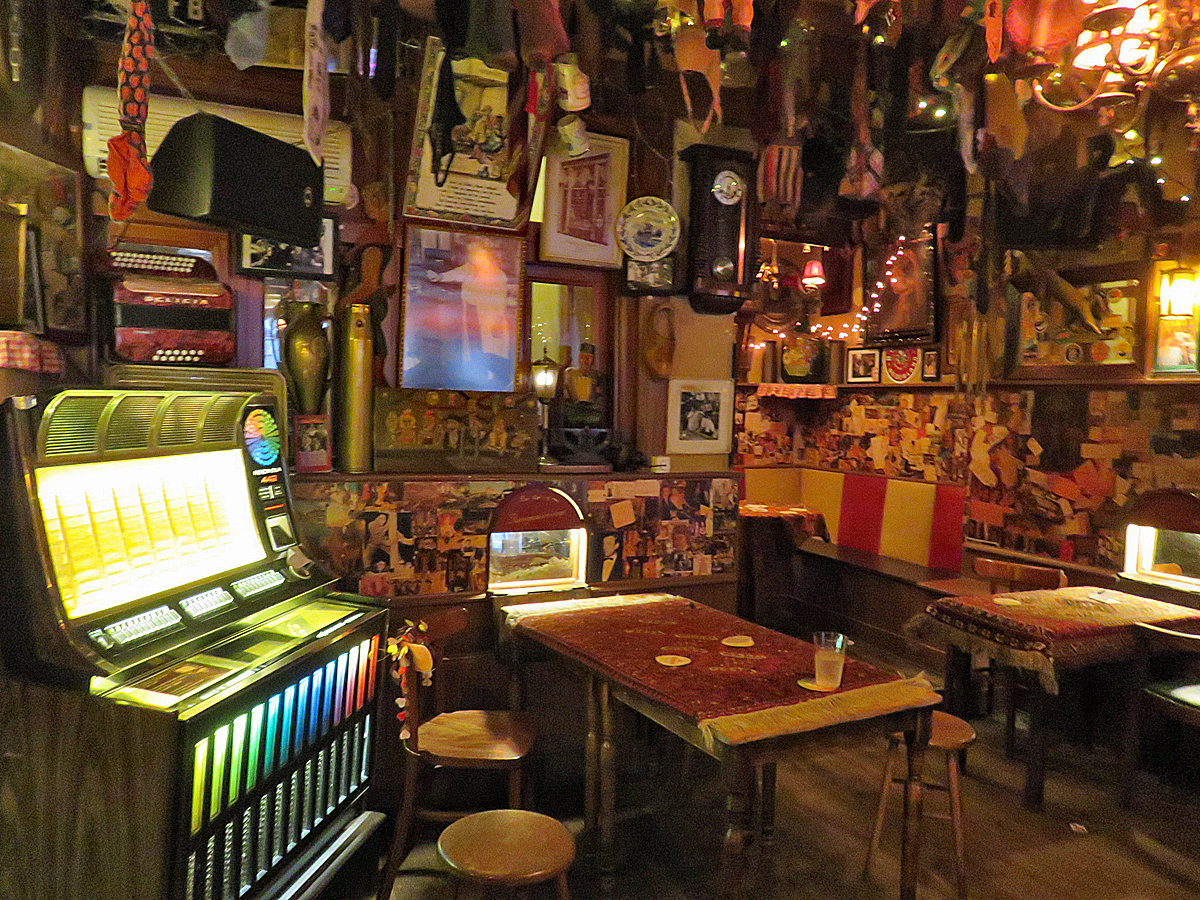
Interieur gezien naar achteren.
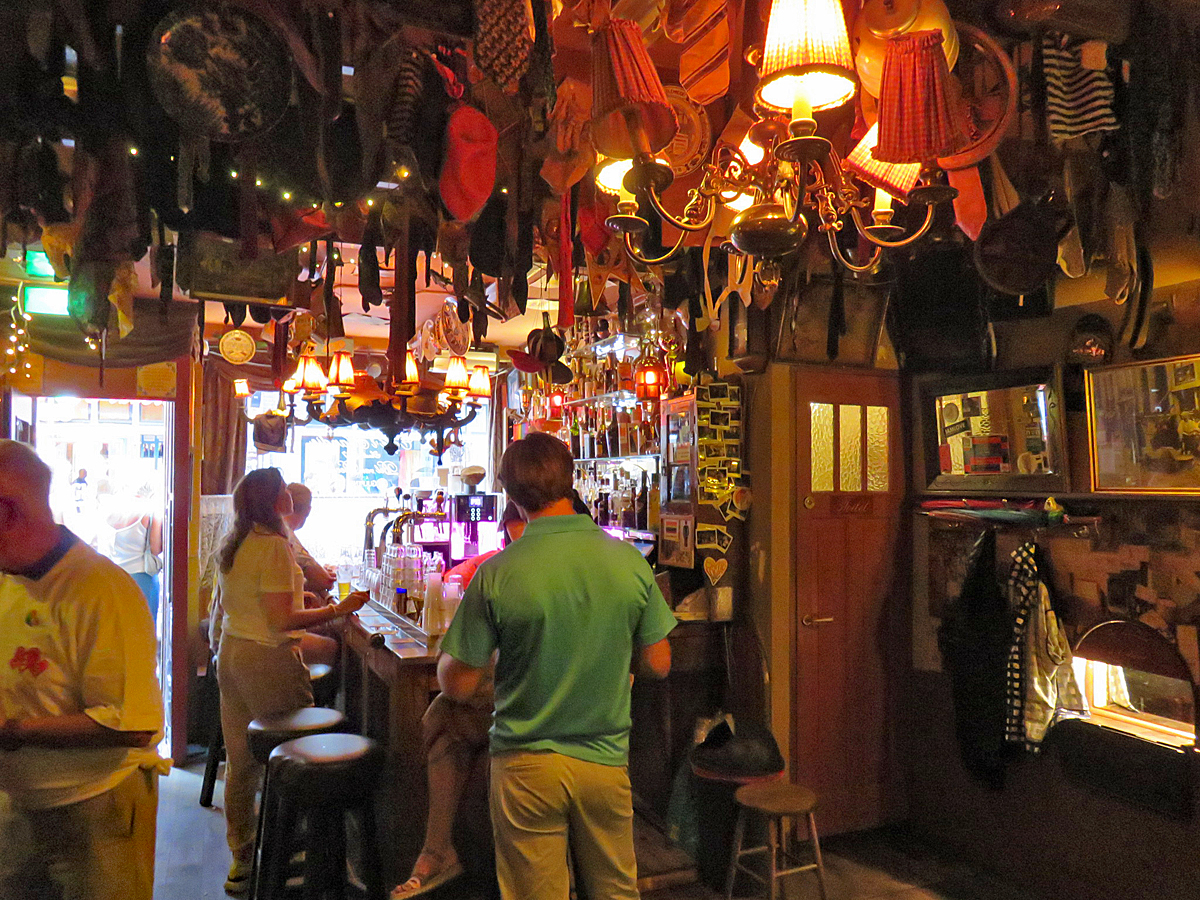
Interieur gezien naar voren.
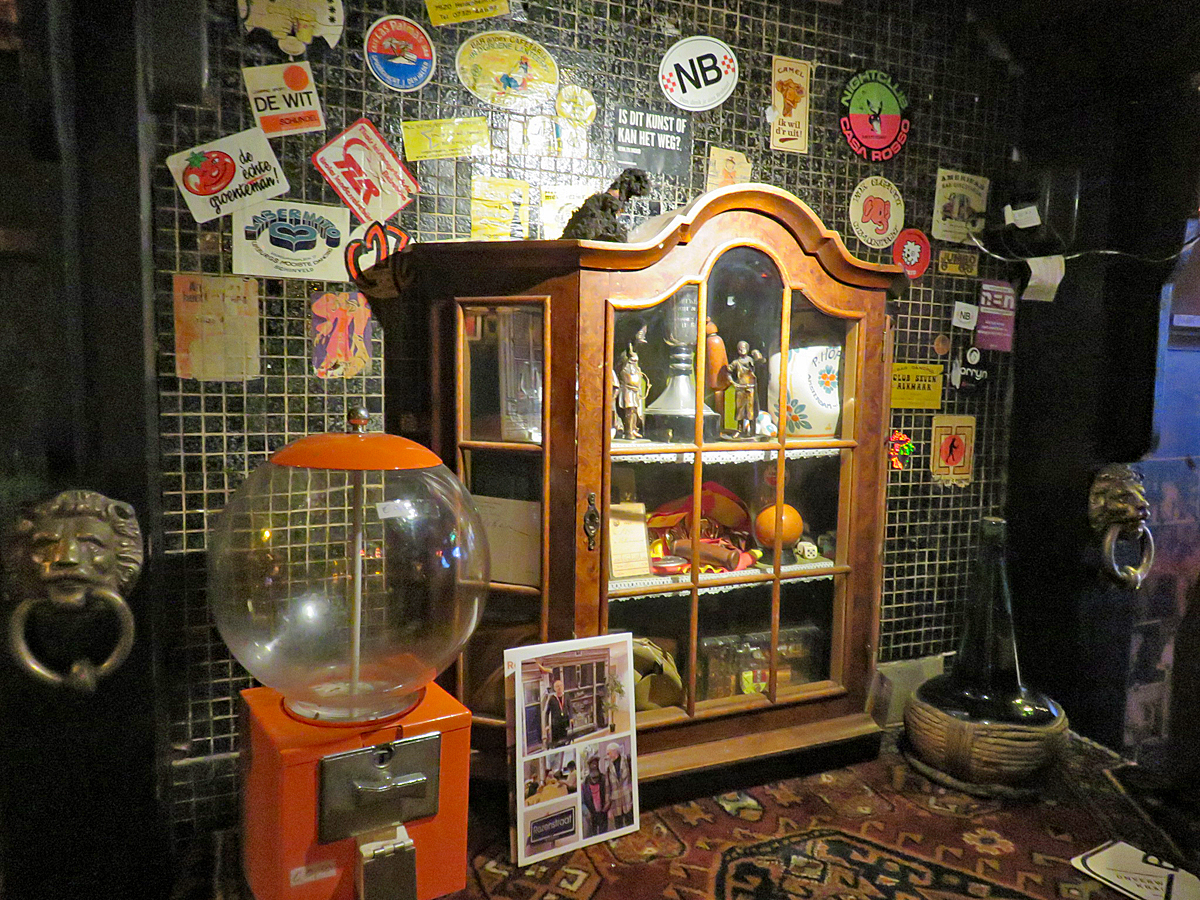
Collectie memorabilia in het café.